# Scarlet Love Song
A Scarlet Love Song az X Japan japán heavymetal-együttes 20. kislemeze, mely 2011. június 8-án jelent meg a Japan Music Agency kiadásában és Yoshiki írta. Ezen a felvételen játszik először az együttessel az új gitáros, Sugizo.

## Háttér
A dalt Yoshiki komponálta a Buddha című manga alapján készített animációs filmhez, melyet 2011. május 28-án mutattak be. 2001. március 6-án adták elő először az Asia Girls Explosion divatbemutatón.
A kislemez maga Scarlet Love Song: Buddha Mix címen 2011. június 8-án jelent meg digitális formában. Első helyezett volt a japán iTunes Store-on, a Billboard Japan magazin Hot 100 listáján pedig 33.

## Számlista
| #  | Cím               | Szerző(k) | Hossz |
| -- | ----------------- | --------- | ----- |
| 1. | Scarlet Love Song | Yoshiki   | 6:14  |

## Fordítás
Ez a szócikk részben vagy egészben  a   Scarlet Love Song  című angol Wikipédia-szócikk fordításán alapul.  Az eredeti cikk szerkesztőit annak laptörténete sorolja fel. Ez a jelzés csupán a megfogalmazás eredetét és a szerzői jogokat jelzi, nem szolgál a cikkben szereplő információk forrásmegjelöléseként.